# Цилиндър
 Тази статия е за геометричното тяло.  За част от облеклото вижте Цилиндър (шапка).  
В геометрията цилиндърът се дефинира като геометрично тяло, заградено от цилиндрична повърхнина и две равнинни сечения. Той няма върхове.
Цилиндрична повърхнина е повърхнина, която се описва от права с постоянно направление, хлъзгаща се по крива, наречена управителна крива. Правата и всички успоредни на нея, минаващи през точките на управителната крива, се наричат образуващи на цилиндричната повърхнина. Управителната крива не трябва да бъде изродена крива, например точка. Цилиндричните повърхнини могат да се класифицират според кривите, които се получават при пресичането им с равнина, перпендикулярна на образуващите им – например кръгова, елиптична, параболична, хиперболична, призматична повърхнина.
Цилиндърът е тялото, ограничено от онази част от цилиндричната повърхнина, която е получена от пресичането на повърхнината с две успоредни равнини, както и от еднаквите равнинни части, които цилиндричната повърхнина отсича от успоредните равнини. Частта от цилиндричната повърхнина, която е между двете равнини, се нарича околна повърхнина на цилиндъра, а равнинните части – съответно горна и долна основа на цилиндъра. Образуващите на цилиндричната повърхнина се наричат образуващи на цилиндъра. Разстоянието h между средите на двете основи се нарича височина на цилиндъра.

## Видове цилиндри
- Aко образуващите са перпендикулярни на основите, цилиндърът е прав.

- Ако не е изпълнено горното изискване, цилиндърът е наклонен.

- Когато основите на един цилиндър са кръгове, той се нарича кръгов, а когато са елипси – елиптичен.

Аналитично обобщение: Цилиндърът от втора степен е изродена, неразпадаща се повърхнина от втора степен без център. Цилиндрите от втора степен са четири вида и се представят със следните канонични уравнения:
елиптичен цилиндър —
{\displaystyle \left({\frac {x}{a}}\right)^{2}+\left({\frac {y}{b}}\right)^{2}=1,}
имагинерен елиптичен цилиндър —
{\displaystyle \left({\frac {x}{a}}\right)^{2}+\left({\frac {y}{b}}\right)^{2}=-1,}
хиперболичен цилиндър —
{\displaystyle \left({\frac {x}{a}}\right)^{2}-\left({\frac {y}{b}}\right)^{2}=1,}
параболичен цилиндър —
{\displaystyle x^{2}+2ay=0.}
Правият кръгов цилиндър е ротационно тяло, чиято ос на симетрия минава през центровете на горната и долната основа и се нарича ос на цилиндъра. Той може да се разглежда като ротационно тяло, получено при въртенето на правоъгълник около една от страните му.

## Обем и повърхнина
Ако прав кръгов цилиндър има височина h и радиус r, то обемът му се дава с формулата
{\displaystyle V=B.h},
лицето на околната повърхнина е:
{\displaystyle S'=2\pi rh},
а лицето на пълната повърхнина е:
{\displaystyle S_{1}=2B+S'=2\pi r^{2}+2\pi rh=2\pi r(r+h)}
Формулата за обема на прав кръгов цилиндър е в сила и за обема на наклонен цилиндър.